# Hypsugo pulveratus
Hypsugo pulveratus — вид рукокрилих ссавців із родини лиликових.

## Середовище проживання
Країни проживання: Китай, Лаос, М'янма, Таїланд, В'єтнам. У М'янмі і Таїланді вид зустрічається серед виходів вапняків в напіввічнозелених тропічних лісів, порушених залишків лісів і сухих листяних лісах. Лаштує сідала в печерах, але також були знайдені в будинках. Висота проживання: від рівня моря до 1080 м над рівнем моря.

## Загрози та охорона
Серйозних загроз для цього виду немає. Цей вид зустрічається в охоронних районах по всьому ареалу.